# سولپیرید
سولپیرید (انگلیسی: Sulpiride) دارویی است که برای درمان بیماری‌های روانی مانند اسکیزوفرنی حاد و حمله‌های حاد دلیریوم، بیماری‌های دستگاه گوارشی و سرگیجه استفاده می‌شود.

## عوارض جانبی
مصرف این دارو گاهی دارای عوارضی مانند اکستراپیرامیدال و تحریکات پسیکوموتور است.